# デューク雪子

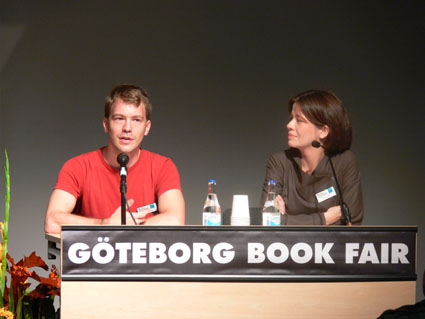
ヨーテボリブックフェア（2006年9月）でのデューク雪子（左はシーモン・ルンドストローム）

デューク雪子（Yukiko Anette Torun Maria Duke Bergman ユキコ・アネット・トールン・マリア・デューク・バーリマン, 1966年1月19日 - ）は、スウェーデンのフリージャーナリスト、文芸評論家、モデレーター、翻訳家。主に日本およびアジアの社会や文化に焦点を当てた仕事と文学関連の仕事をしており、文化系テレビ番組の司会やリポーター、雑誌の編集などのほか、村上春樹作品のスウェーデン語版翻訳者としても知られる。

## 来歴
1966年ストックホルムで生まれた。父はスウェーデン人の文化ジャーナリストのクリステル・デューク（sv:Christer Duke：1933 - ）、母は日本出身の翻訳家で裏千家茶道師範のデューク叡子（宗叡）（sv:Eiko Duke-Soei：1925 - ）。
ストックホルム大学で社会人類学、演劇、文学ほかを学び、ジャーナリズムで学士号を取得した。1987年に来日し、1994年までの7年間は東京を拠点に生活し、ジャーナリストとして活動すると同時に1992年まで東京大学新聞研究所に在学してジャーナリズムと社会学の修士号を取得した。

## ジャーナリストとして

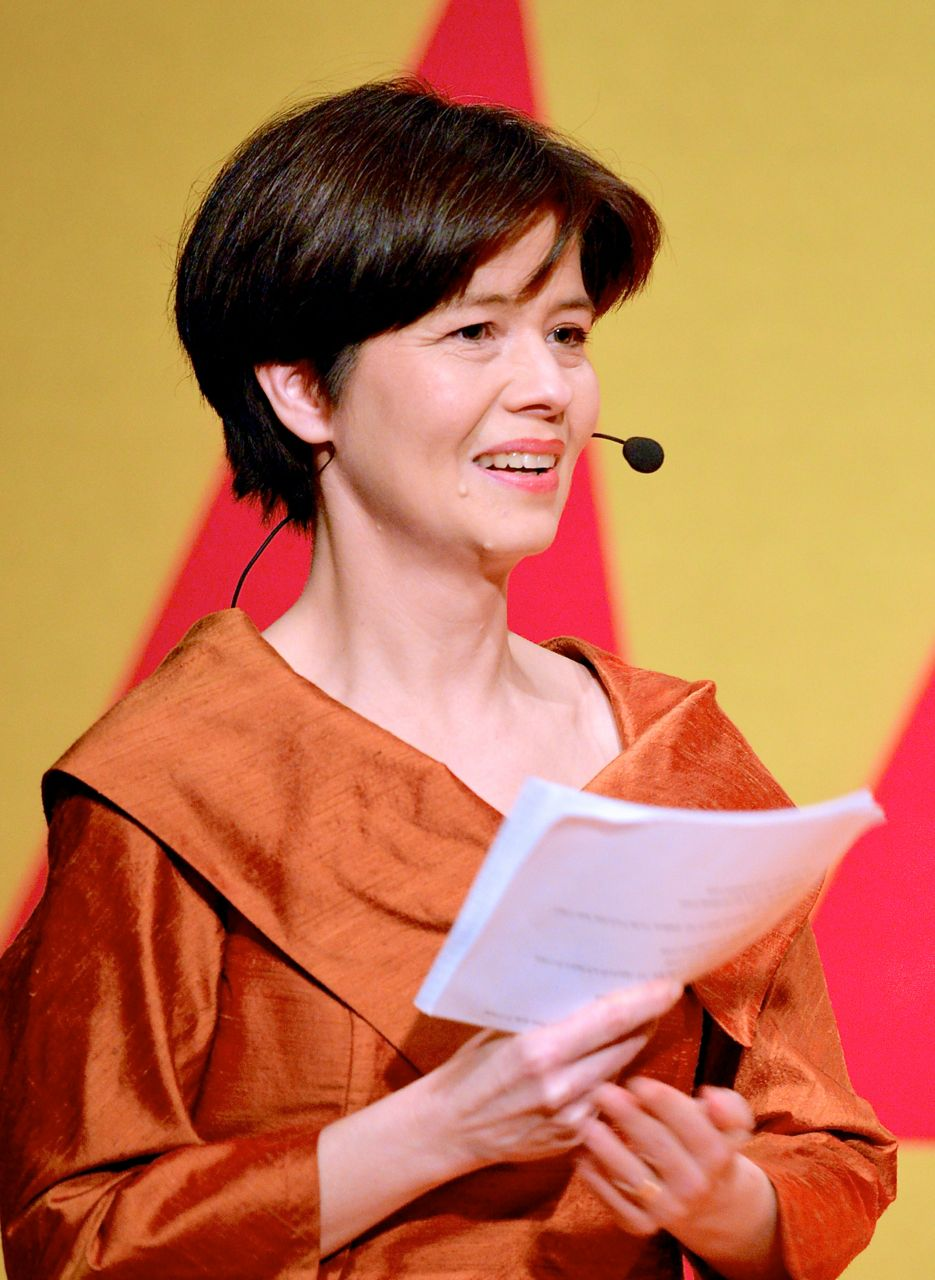
ストックホルム文化センターにおけるトゥホルスキー賞授賞式にて（2014年2月）

1992年10月から1993年9月までNHK BS1の報道番組「ワールドステーション22」のアンカーを務めたほか、カンボジア内戦の現地からのリポートも担当した。スウェーデンに向けては同国最大の日刊紙ダーゲンス・ニュヘテルや国営スウェーデン・ラジオの報道番組「Studio Ett」（”スタジオ・ワン”）のために日本、韓国、タイ、ベトナムなどに関するニュース情報を提供していた。同時期、厚生省の厚生問題研究会発行の月刊誌『厚生』の47巻10号（1992年10月）から48巻10号（1993年10月）まで「デューク雪子の出会いの旅」と題して、日本各地の市町村長との対談記事を12回にわたり連載した。これら以外にフジテレビの娯楽番組などの仕事もしたことがある。
帰国後はフリーランスとなり、公共放送スウェーデン・テレビ（SVT）の夜の報道番組「Kvällsöppet（”夕食”）」や文学番組「Röda rummet（”赤い部屋”）」の司会やレポーターを務め、「Gomorron Sverige（”おはようスウェーデン”）」の書評コーナーも長く担当した。
ラジオ放送では、NHKのラジオ深夜便内の世界各地の現在をリアルタイムで紹介する「ワールドネットワーク」のコーナーで、ストックホルムからスウェーデン関連のレポートを担当した。また国営スウェーデン・ラジオの P1チャンネルが毎年夏季限定で放送する人気番組 「Sommar（”夏”）」では、放送期間中に各界の著名人が日替わりで番組のホストを務めることになっているが、彼女も1994年と2011年に番組のホストを務め、それは最も楽しい経験の一つであったと自身で述べている。
文学関係でも幅広く活動しており、雑誌『Vi』 や 『Icakuriren』でコラムニストやアートエディターを務め、2011年からは隔月刊の文学界雑誌『Vi läser』の編集者となった。また2013年からストックホルム近代美術館で毎年開催されていた国際文学祭「Stockholm Literature（”ストックホルム文学”）」のアートディレクターも務めたが、この催しは資金不足のため2017年の第5回を最後に終了した。2017年8月からはYouTubeに自身の文学チャンネルを開設し、書評などの動画投稿も行なっている（外部リンク参照）。

## 翻訳・著作
翻訳者として日本の文学作品のスウェーデン語への翻訳をしており、村上春樹の『ノルウェイの森』、『海辺のカフカ』、『ねじまき鳥クロニクル』、『色彩を持たない多崎つくると、彼の巡礼の年』、『象の消滅 短篇選集 1980-1991』、『女のいない男たち』、『走ることについて語るときに僕の語ること』、山田太一の『異人たちとの夏』、大江健三郎の短編選集（『死者の奢り』など6編を収めた『sv:Det visa regnträdetDet visa regnträdet』）などが、母・デューク叡子との共訳で出版されている。川上未映子の『夏物語』のスウェーデン語版は雪子単独の翻訳で2022年に出版された。
翻訳以外では折り紙や日本料理など日本文化に関する著作があり、母との共著『Mikaku, den japanska kokboken』はスウェーデン出版社協会が主催する アウグスト賞の2001年のノンフィクション部門にノミネートされたことがある。

## 家族
ストックホルム在住で、家族は夫と3人の子供（1男2女）がいる。長女 Moe による短編小説『Frö』（『種子』『たね』などの意）は2020年の Lilla Augustpriset（”リトルアウグスト賞”）にノミネートされた。

## 主な著書
- Yukiko Duke och Norio Torimoto: Origami - form och fantasi Norstedts 2011　ISBN 9113028014 / ISBN 978-9113028019
- Yukiko Duke: Breven från Iwo Jima Norstedts 2008　ISBN 9113017039 / ISBN 978-9113017037
- Yukiko Duke: Fem asiatiska kök: vardagsmat från Kina, Korea, Japan, Vietnam och Thailand. Natur & Kultur 2006　ISBN 9127356086 / ISBN 9789127356085
- Yukiko Duke och Eiko Duke: Mikaku, den japanska kokboken Wahlström & Widstrand 2001 ISBN 9146177477 / ISBN 978-9146177470